# Culture et développement
 (juin 2012).
 (mai 2014).
Culture et développement est une association loi de 1901 française basée à Grenoble. Elle se définit comme une « Organisation non gouvernementale de coopération culturelle » dans la mesure où l'objet qu'elle s'est donnée est de « contribuer à l'expansion de l'action culturelle et de l'éducation populaire dans les pays en voie de développement ». Son action est principalement orientée en direction des pays d'Afrique francophone.

## Historique

### De 1961 à 1986
Culture et développement a été créé en 1961, par des militants de Peuple et culture souhaitant transposer le programme de cette association française aux contextes des pays du Sud nouvellement indépendants. Dès ses débuts, Culture et développement mène de front des activités de recherche visant à imaginer des nouveaux modes d'action culturelle adaptés aux besoins des pays du Tiers-monde, et des activités opérationnelles mettant en pratique les résultats de ces recherches.
Durant les années 70, l'association périclite peu à peu pour finalement suspendre ses activités.

### De 1986 à aujourd'hui
C'est en 1986 que Peuple et culture confie à Francisco d'Almeida, jeune docteur en sociologie du développement, la tâche de réactiver Culture et développement. À partir de cette date, l'association repositionne son action en se concentrant sur les opportunités liées à l'essor de la coopération décentralisée et s'autonomise de la tutelle de Peuple et culture pour devenir finalement complètement indépendante.
Durant les années 2000, si Culture et développement continue à aider les collectivités locales françaises à définir et mettre en œuvre leur politique de coopération décentralisée, l'association diversifie son action en travaillant de plus en plus avec des organisations internationales. Aujourd'hui, son action consiste essentiellement à concevoir et gérer des programmes de coopération culturelle, et à réaliser des études sur l'économie de la culture dans les pays du Sud.

## Activités et réalisations

### Études, publications et séminaires

#### Études
Culture et développement a réalisé de nombreuses études sur l'économie de la culture dans les pays du Sud, souvent pour le compte d'organisations internationales telles que l'Organisation internationale de la francophonie ou l'Unesco. Parmi elles, on peut notamment citer Les industries culturelles des pays du Sud. Enjeux du projet de convention internationale sur la diversité culturelle, réalisée pour l'Agence intergouvernementale de la Francophonie et le Haut Conseil de la francophonie.

#### Publications
Parallèlement, Culture et développement publie des guides et autres documents destinés à aider les acteurs de la coopération internationale et du développement à mieux prendre en compte la culture et son potentiel dans les politiques mises en œuvre. L'ouvrage Villes du Sud au rendez-vous de la musique. Guide Afrique Caraïbes de l'élu local pour le développement de la filière musicale en est un bon exemple.

#### Séminaires
Culture et développement diffuse également son expertise au moyen de séminaires organisés pour sensibiliser les acteurs du Nord et du Sud aux enjeux de la culture pour le développement. Elle est également régulièrement sollicitée pour organiser ou participer à des colloques et conférences consacrés à la coopération culturelle ou au développement culturel dans les pays du Sud. Ce fut notamment le cas en 2009 avec la participation active de Culture et développement au colloque UE-ACP "Culture et création facteurs de développement" organisé par la Commission européenne à Bruxelles.

### Programmes
Culture et développement conçoit et met en œuvre de nombreux programmes destinés à renforcer les capacités des pays du Sud dans le domaine de la culture. Ces programmes reçoivent le soutien de bailleurs très divers (collectivités locales, gouvernement français, organisation internationales) et sont mis en œuvre dans des pays d'Afrique francophone principalement.

#### Développement du livre et de la lecture publique
Depuis ses origines, Culture et développement milite en faveur de la démocratisation du livre et de la lecture dans les pays du Sud. Avec des programmes comme Solidarité livre ou la création du label Quatuor du livre, elle apporte son soutien à des bibliothèques et autres centres de lecture publique en Afrique, en organisant des dons de livres et des cycles de formation destinés aux professionnels. Le programme Solidarité lire a notamment été mis en œuvre à Tombouctou au Mali et à Abidjan en Côte d'Ivoire.
Les pratiques de Culture et développement en matière de donation de livres ont été reconnues par l'UNESCO. L'association insiste sur la nécessité d'une analyse sérieuse des besoins avant de donner des livres ne correspondant parfois pas du tout à la demande.

#### Appui aux filières de la musique
Depuis quelques années, Culture et développement a considérablement développé ses activités de soutien aux filières de la musique. 
Ces activités ont consisté notamment à coordonner la création du Reemdoogo à Ouagadougou au Burkina Faso. Doté des équipements et infrastructures nécessaires à la production scénique, il s'agit avant tout d'un centre d'information et de formation, destiné aux artistes et entrepreneurs de la musique. Une structure comparable, le Nzassa, est actuellement en cours de création à Abidjan.
Depuis 2009, Culture et développement coordonne également le programme Arpem, destiné à appuyer la création et la mise en réseau de pépinières d'entreprises de la musique à Dakar, Abidjan et Ouagadougou.